# Temognatha macfarlani
Temognatha macfarlani es una especie de escarabajo del género Temognatha, familia Buprestidae. Fue descrita científicamente por Waterhouse en 1881.